# Mariela Scarone
Mariela Scarone est une hockeyeuse argentine née le 4 octobre 1986 à Buenos Aires.

## Biographie
Mariela Scarone naît à Buenos Aires le 4 octobre 1986.
Elle est championne du monde de hockey sur gazon avec l'Argentine.